# Нерадиц

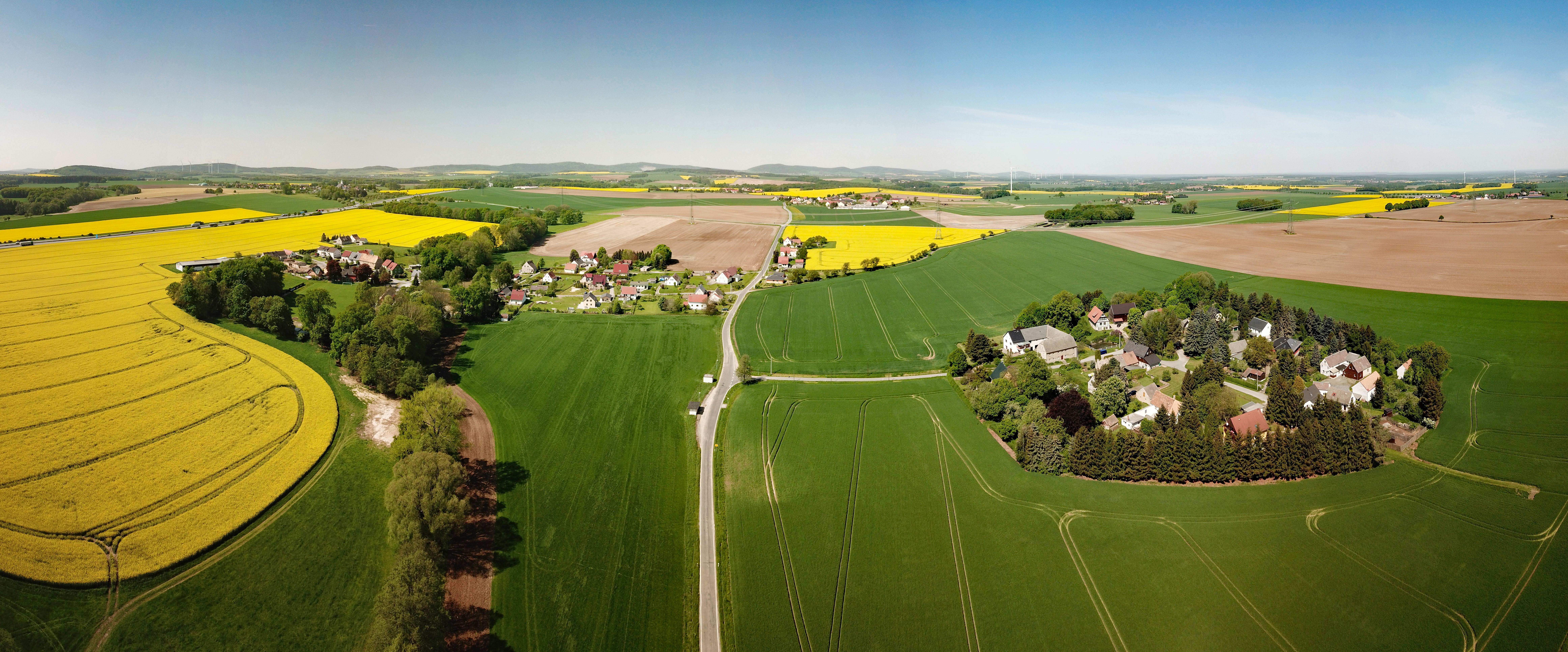
Нерадецы справа. Слева — деревня Малы-Восык

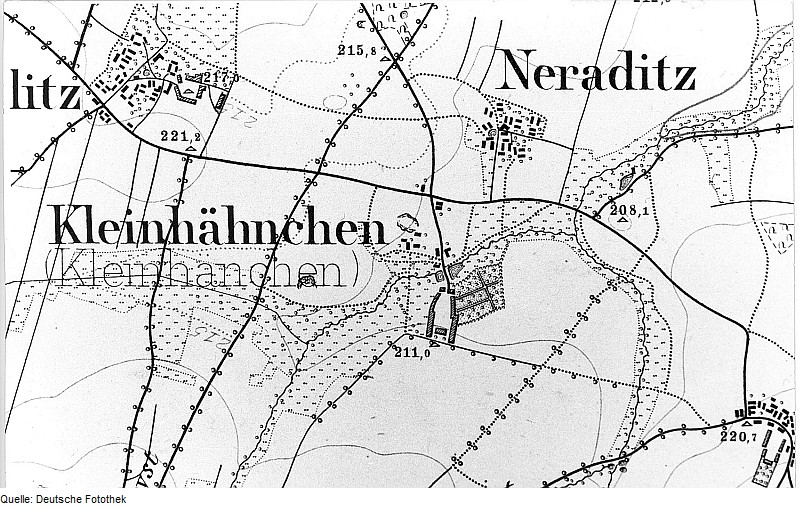
Карта 1884 года

Не́радиц или Не́радецы (нем. Neraditz; в.-луж. Njeradecy) — деревня в Верхней Лужице, Германия. Входит в состав коммуны Буркау района Баутцен в земле Саксония. Подчиняется административному округу Дрезден.
Находится в двухстах метрах северо-восточнее от деревни Малы-Восык.
В настоящее время не имеет самостоятельного юридического статуса сельского населённого пункта и входит в состав деревни Малы-Восык.

## История
Впервые упоминается в 1219 году под наименованием Neradewitz. В 1473 году упоминается в документах женского монастыря Мариенштерн под тем же наименованием.
В XVI веке в деревне проживало в четыре раза больше жителей, чем в соседней деревне Малы-Восык.
Согласно переписи в 1871, 1890 годах деревня имела самостоятельный статус, отдельный от деревни Малы-Восык. С 1910 года жители приписывались к деревне Малы-Восык.
Деревня не входит в официальную Лужицкую поселенческую область.
Исторические немецкие наименования:
- Neradewitz, 1419
- Neradwitz, 1473
- Neradicz ,1476
- Nereditz, 1512
- Nerwiz, 1559
- Naradecz, 1684
- Neradiz, 1768

## Население
Согласно статистическому сочинению «Dodawki k statisticy a etnografiji łužickich Serbow» Арношта Муки в 1884 году в деревне проживало 71 человека (из них — 67 серболужичанина (94 %)).
| 1871 | 1890 |
| ---- | ---- |
| 48   | 65   |

## Достопримечательности
Памятники культуры и истории земли Саксония
- Жилой дом № 1, 1811 год (№ 09289478).